# 摩爾多瓦-蘇利察鄉

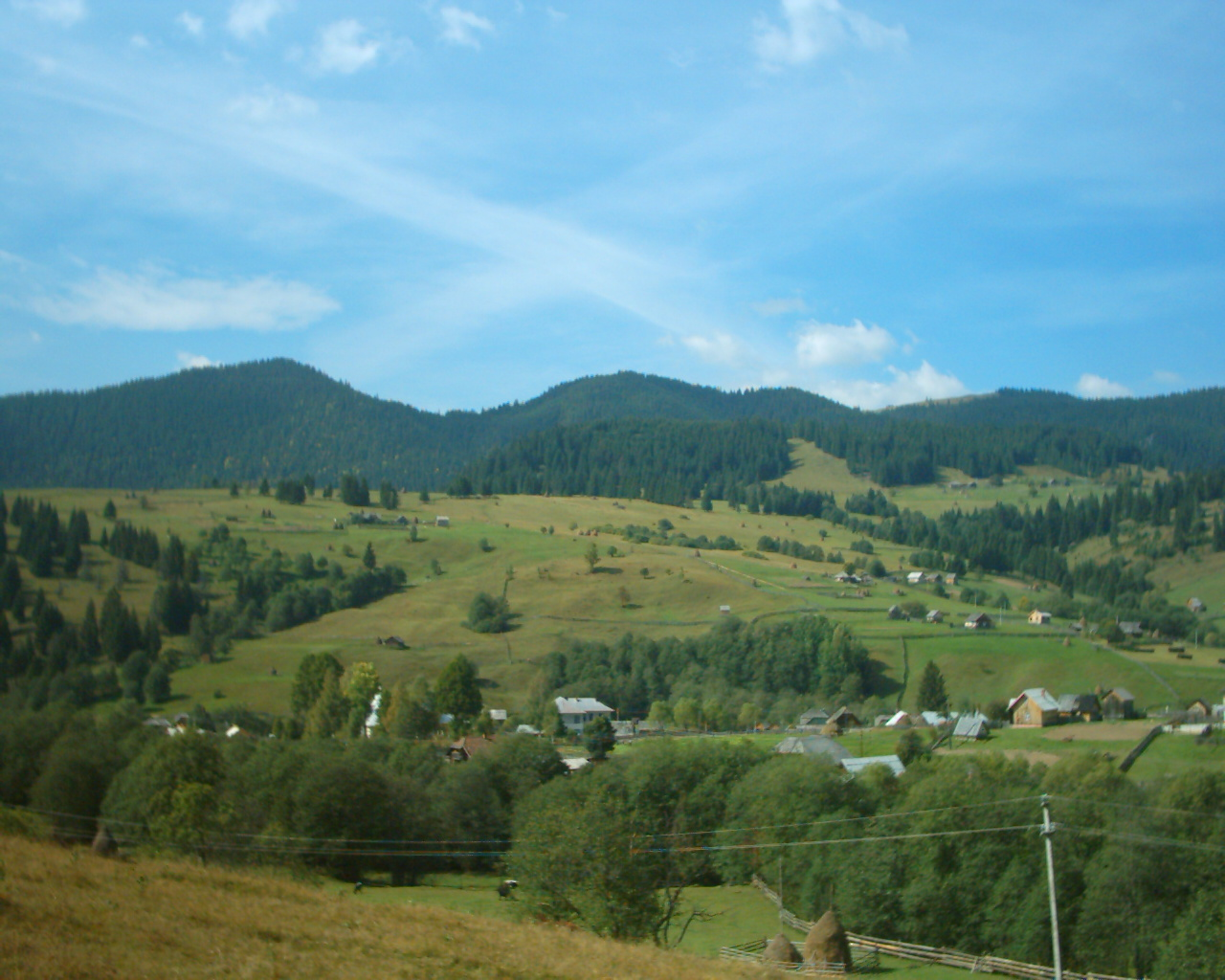

47°42′N 25°15′E / 47.700°N 25.250°E
摩爾多瓦-蘇利察鄉（羅馬尼亞語：Comuna Moldova-Sulița, Suceava），是羅馬尼亞的鄉份，位於該國東北部，由蘇恰瓦縣負責管轄，面積99平方公里，海拔高度977米，2007年人口2,072，人口密度每平方公里21人。